# Санто Доминго (Матаморос)
Санто Доминго (шп. Santo Domingo) насеље је у Мексику у савезној држави Тамаулипас у општини Матаморос. Насеље се налази на надморској висини од 6 м.

## Становништво
Према подацима из 2010. године у насељу је живело 6 становника.

### Хронологија
| Година       | 2000       | 2005      | 2010 |
| ------------ | ---------- | --------- | ---- |
| Становништво | 15 (8 / 7) | 7 (3 / 4) | 6    |

### Попис
| # | Индикатор                     | Вредност |
| - | ----------------------------- | -------- |
| 1 | Укупно домаћинстава           | 2        |
| 2 | Укупно насељених домаћинстава | 2        |
| 3 | Величина локације             | 1        |